# Ratpenat d'esquena nua de Suapure
El ratpenat d'esquena nua de Suapure (Pteronotus gymnonotus) és una espècie de ratpenat que es pot trobar des del sud de Mèxic fins al sud del Perú, i també a Colòmbia, Veneçuela, el Brasil, Guyana i Bolívia.